# Кызылабад (Жамбылская область)
Кызылабад (каз. Қызылабад) — упразднённое село в Жамбылском районе Жамбылской области Казахстана. Входило в состав Кумшагалского сельского округа. В 2011 году включено в состав города Тараз и исключена из учётных данных. 

## История
По состоянию на 1989 год, входило в состав Кумшагалского сельсовета Джамбулского района.

## Население
| Численность населения | Численность населения | Численность населения |
| 1989                  | 1999                  | 2009                  |
| --------------------- | --------------------- | --------------------- |
| 421                   | ↗586                  | ↘569                  |

В 1989 году население станции составляло 421 человек (из них казахи — основное население).
В 1999 году население станции составляло 586 человек (292 мужчины и 294 женщины). По данным переписи 2009 года, в населённом пункте проживало 569 человек (282 мужчины и 287 женщин).